# Cornelis Canis
Cornelis Canis o Cornelius Canisius, o Cornelis d'Hondt o de Hondt (Gant vers 1506 - Praga, 16 de febrer de 1561), fou un sacerdot i compositor musical belga.
Aconseguí el benefici de capellà chantre de l'església de Nostra Senyora d'Anvers, i a més fou mestre de l'escolania de la capella de Carles V i capellà de Ferran I. El seu nom figura entre els dos mestres del renaixement franco-belga i deixà diverses composicions sagrades i profanes, entre les quals destaquen una col·lecció de motets a cinc veus; la majoria de les seves obres figuren en les nombroses col·leccions musicals que aparegueren des de 1542 a 1564.